# Akysis longifilis
Akysis longifilis — вид риб з роду Akysis родини Akysidae ряду сомоподібні. Видова назва походить від латинських слів longus, тобто «довгий», та filum — «нитка».

## Опис
Загальна довжина сягає 5,3 см. Голова помірно вузька, сплощена зверху. На голові помітна виїмка. Є 4 пари довгих й тонких вусів. Тулуб короткий і стрункий. Хвостове стебло струнке. Скелет складається з 33-35 хребців. Спинний плавець високий. Грудні плавці широкі. Задній край грудного шипа є гладеньким. Жировий плавець середнього розміру. Анальний і черевні плавники посаджені близько один одному. У самців черевні плавці коротші і статевий сосочок опуклий. Хвостовий плавець видовжений, дуже широкий, з маленькою виїмкою.
Загальний фон коричнево-золотавий. На голові є плями неправильної форми. За зябрової кришкою і до кінця спинного плавника тягнеться темно-коричнева пляма, яке з'єднується з плямою на жировому плавці і біля основи хвостового плавця розтікається в пляму. У центрі хвостового плавця є смуга.

## Спосіб життя
Це бентопелагічна риба. Воліє до прісної води. Зустрічається в струмках зі швидкою течією та піщано-кам'янистим дном, де мало рослинності. Вдень, зазвичай, заривається в ґрунт. Може зариватися в гальку, фракція якої більше самого сомика. Активний вночі. Живиться донними безхребетними.
Нерест груповий над кам'янистим дном (1 самиця і декілька самців). Мальок з'являється на 11 добу.

## Розповсюдження
Мешкає на півдні М'янми — в басейні річки Сіттанг.